# Сельское поселение Светлодольск
Се́льское поселе́ние Светлодольск — муниципальное образование в Сергиевском районе Самарской области Российской Федерации.
Административный центр — посёлок Светлодольск.

## История
Статус и границы сельского поселения установлены Законом Самарской области от 25 февраля 2005 года № 45-ГД «Об образовании городского и сельских поселений в пределах муниципального района Сергиевский Самарской области, наделении их соответствующим статусом и установлении их границ».

## Население
| 2008  | 2010  | 2012  | 2013  | 2014  | 2015  | 2016  |
| ----- | ----- | ----- | ----- | ----- | ----- | ----- |
| 1906  | ↗1933 | ↘1886 | ↘1856 | ↘1807 | ↘1803 | ↘1759 |
| 2017  | 2018  | 2019  | 2020  | 2021  |       |       |
| ↘1751 | ↘1727 | ↘1676 | ↘1662 | ↘1660 |       |       |

## Состав сельского поселения
| № | Населённый пункт | Тип населённого пункта          | Население |
| - | ---------------- | ------------------------------- | --------- |
| 1 | Нероновка        | село                            | ↘335      |
| 2 | Нижняя Орлянка   | село                            | ↗10       |
| 3 | Новая Елховка    | посёлок                         | ↘88       |
| 4 | Павловка         | село                            | ↗60       |
| 5 | Светлодольск     | посёлок, административный центр | ↗1141     |
| 6 | Участок Сок      | посёлок                         | ↗299      |